# برایان فری
برایان فری CBE(به انگلیسی: Bryan Ferry) (زاده ۲۶ سپتامبر ۱۹۴۵) موسیقیدان، ترانه‌سرا و خوانندهٔ انگلیسی است. وی به عنوان خواننده و ترانه‌سرای اصلی گروه راکسی میوزیک در اوایل دههٔ ۱۹۷۰ میلادی نقش برجسته‌ای داشت. برایان فری از ۱۹۷۳ نیز به صورت انفرادی فعالیت خود را آغاز کرد.